# Gyöngyfokhagyma
A gyöngyfokhagyma a fokhagyma (Allium sativum) különálló gerezdek nélküli, azaz egygerezdű változata, kereskedelemben használt elnevezése lehet még egyfejű fokhagyma, gerezd nélküli fokhagyma, egygerezdű fokhagyma, egygumós fokhagyma. Fejének átmérője 25 és 50 mm közötti.
Fontos megkülönböztetni a gyöngyfokhagyma egygerezdű fejét a hozzá kissé hasonló megjelenésű, „gerezdeket” egyáltalán nem tartalmazó nyári hagyma vagy helytelenül, megtévesztő módon nagy kerekfejű fokhagyma néven is ismert francia hagyma (Allium ampeloprasum) gumójától, amely nehezebb, átmérője pedig 60 mm vagy annál nagyobb. A két élelmiszer tehát két különböző hagymafajhoz (a fokhagymához, illetve a francia hagymához) tartozik, a genetikai állományuk is más.
A gyöngyfokhagyma Dél-Kína hegyvidékben gazdag Jünnan tartományából származik. Kialakulása az itteni meleg éghajlaton kívül annak is köszönhető, hogy a kínaiak által 7000 éve kultúrába vont fokhagymát ezen a területen más technikákkal termesztették.

## Képek
|  |  |  |  |